# Liste des Premiers ministres de la Jordanie
Ceci est une liste chronologique des personnes qui ont occupé le poste de Premier ministre de la Jordanie.

## Liste

### Pendant le règne deAbdallahIer(1921-1951)
| N°                                               | Portrait | Nom (Naissance-Mort)               | Début de mandat   | Fin de Mandat     |
| ------------------------------------------------ | -------- | ---------------------------------- | ----------------- | ----------------- |
| • Émirat de Transjordanie (1921–1946) •          |          |                                    |                   |                   |
| 1                                                |          | Rashid Ṭaliʽa (1877-1926)          | 11 avril 1921     | 5 août 1921       |
| 2                                                |          | Mazhar Raslan (1886-1948)          | 15 août 1921      | 10 mars 1922      |
| 3                                                |          | Rida al-Rikabi (1864-1942)         | 10 mars 1922      | 1 février 1923    |
| -                                                |          | Mazhar Raslan (1886-1948), Intérim | 1 février 1923    | 5 septembre 1923  |
| 4                                                |          | Hasan Abu Al-Huda (1871-1937)      | 5 septembre 1923  | 3 mars 1924       |
| (3)                                              |          | Rida al-Rikabi (1864-1942)         | 3 mars 1924       | 26 juin 1926      |
| (4)                                              |          | Hasan Abu Al-Huda (1871-1937)      | 26 juin 1926      | 22 février 1931   |
| 5                                                |          | Abd Allah Siraj (1876-1949)        | 22 février 1931   | 18 octobre 1933   |
| 6                                                |          | Ibrahim Hashem (1886-1958)         | 18 octobre 1933   | 28 septembre 1938 |
| 7                                                |          | Tawfik Abu Al-Huda (1895-1956)     | 28 septembre 1938 | 15 octobre 1944   |
| 8                                                |          | Samir Al-Rifai (1901-1965)         | 15 octobre 1944   | 19 mai 1945       |
| (6)                                              |          | Ibrahim Hashem (1886-1958)         | 19 mai 1945       | 25 mai 1946       |
| • Royaume hachémite de Jordanie (1946–présent) • |          |                                    |                   |                   |
| (6)                                              |          | Ibrahim Hashem (1986-1958)         | 25 mai 1945       | 4 février 1947    |
| (8)                                              |          | Samir Al-Rifai (1901-1965)         | 4 février 1947    | 28 décembre 1947  |
| (7)                                              |          | Tawfik Abu Al-Huda (1895-1956)     | 28 décembre 1947  | 12 avril 1950     |
| 9                                                |          | Sa'id Mufti (1898-1989)            | 12 avril 1950     | 4 décembre 1950   |
| (8)                                              |          | Samir Al-Rifai (1901-1965)         | 4 décembre 1950   | 25 juillet 1951   |

### Pendant le règne deTalal(1951-1952)
| N°  | Portrait | Nom (Naissance-Mort)           | Début de mandat | Fin de mandat   |
| --- | -------- | ------------------------------ | --------------- | --------------- |
| (8) |          | Samir Al-Rifai (1901-1965)     | 4 décembre 1950 | 25 juillet 1951 |
| (7) |          | Tawfik Abu Al-Huda (1895-1956) | 25 juillet 1951 | 5 mai 1953      |

### Pendant le règne deHussein(1952-1999)
| N°   | Portrait | Nom (Naissance-Mort)                | Début de mandat   | Fin de mandat     |
| ---- | -------- | ----------------------------------- | ----------------- | ----------------- |
| (7)  |          | Tawfik Abu Al-Huda (1895-1956)      | 25 juillet 1951   | 5 mai 1953        |
| 10   |          | Fawzi al-Mulki (1910-1962)          | 5 mai 1953        | 4 mai 1954        |
| (7)  |          | Tawfik Abu Al-Huda (1895-1956)      | 4 mai 1954        | 30 mai 1955       |
| (9)  |          | Sa'id Mufti (1898-1989)             | 30 mai 1955       | 15 décembre 1955  |
| 11   |          | Hazza' Majali (1917-1960)           | 15 décembre 1955  | 21 décembre 1955  |
| -    |          | Ibrahim Hashem (1886-1958), Intérim | 21 décembre 1955  | 8 janvier 1956    |
| (8)  |          | Samir Al-Rifai (1901-1965)          | 8 janvier 1956    | 22 mai 1956       |
| (9)  |          | Sa'id Mufti (1898-1989)             | 22 mai 1956       | 1 juillet 1956    |
| (6)  |          | Ibrahim Hashem (1886-1958)          | 1 juillet 1956    | 29 octobre 1956   |
| 12   |          | Suleiman Nabulsi (1908-1976)        | 29 octobre 1956   | 10 avril 1957     |
| 13   |          | Hussein al-Khalidi (1895-1962)      | 15 avril 1957     | 24 avril 1957     |
| (6)  |          | Ibrahim Hashem (1886-1958)          | 24 avril 1957     | 18 mai 1958       |
| (8)  |          | Samir Al-Rifai (1901-1965)          | 18 mai 1958       | 6 mai 1959        |
| (11) |          | Hazza' Majali (1917-1960)           | 6 mai 1959        | 29 août 1960      |
| 14   |          | Bahjat Talhouni (1913-1994)         | 29 août 1960      | 28 janvier 1962   |
| 15   |          | Wasfi Tall (1919-1971)              | 28 janvier 1962   | 27 mars 1963      |
| (8)  |          | Samir Al-Rifai (1901-1965)          | 27 mars 1693      | 21 avril 1963     |
| 16   |          | Hussein ibn Nasser (1902-1982)      | 21 avril 1963     | 6 juillet 1964    |
| (14) |          | Bahjat Talhouni (1913-1994)         | 6 juillet 1964    | 14 février 1965   |
| (15) |          | Wasfi Tall (1919-1971)              | 14 février 1965   | 4 mars 1967       |
| (16) |          | Hussein ibn Nasser (1902-1982)      | 4 mars 1967       | 23 avril 1967     |
| 17   |          | Saad Jumaa (1916-1979)              | 23 avril 1967     | 7 octobre 1967    |
| (14) |          | Bahjat Talhouni (1913-1994)         | 7 octobre 1967    | 24 mars 1969      |
| 18   |          | Abdelmunim Rifai (1917-1985)        | 24 mars 1969      | 13 août 1969      |
| (14) |          | Bahjat Talhouni (1913-1994)         | 13 août 1969      | 27 juin 1970      |
| (18) |          | Abdelmunim Rifai (1917-1985)        | 27 juin 1970      | 16 septembre 1970 |
| 19   |          | Mohammad Al-Abbasi (1914-1972)      | 16 septembre 1970 | 26 septembre 1970 |
| 20   |          | Ahmad Toukan (1903-1981)            | 26 septembre 1970 | 28 octobre 1970   |
| (15) |          | Wasfi Tall (1919-1971)              | 28 octobre 1970   | 28 novembre 1971  |
| 21   |          | Ahmad Lozi (1925-2014)              | 28 novembre 1971  | 26 mai 1973       |
| 22   |          | Zaid al-Rifai (1936-2024)           | 26 mai 1973       | 13 juillet 1976   |
| 23   |          | Moudar Badrane (1934-2023)          | 13 juillet 1976   | 19 décembre 1979  |
| 24   |          | Abdelhamid Sharaf (1939-1980)       | 19 décembre 1979  | 3 juillet 1980    |
| 25   |          | Kassim Rimawi (1918-1982)           | 3 juillet 1980    | 28 août 1980      |
| (23) |          | Moudar Badrane (1934-2023)          | 28 août 1980      | 10 janvier 1984   |
| 26   |          | Ahmad Ubaydat (né en 1938)          | 10 janvier 1984   | 4 avril 1985      |
| (22) |          | Zaid al-Rifai (1936-2024)           | 4 avril 1985      | 27 avril 1989     |
| 27   |          | Zaid ibn Shaker (1934-2002)         | 27 avril 1989     | 4 décembre 1989   |
| (23) |          | Moudar Badrane (1934-2023)          | 4 décembre 1989   | 19 juin 1991      |
| 28   |          | Taher Masri (né en 1942)            | 19 juin 1991      | 21 novembre 1991  |
| (27) |          | Zaid ibn Shaker (1934-2002)         | 21 novembre 1991  | 29 mai 1993       |
| 29   |          | Abdelsalam Majali (1925-2023)       | 29 mai 1993       | 7 janvier 1995    |
| (27) |          | Zaid ibn Shaker (1934-2002)         | 8 janvier 1995    | 4 février 1996    |
| 30   |          | Abdul Karim Kabariti (né en 1949)   | 4 février 1996    | 9 mars 1997       |
| (29) |          | Abdelsalam Majali (1925-2023)       | 9 mars 1997       | 20 août 1998      |
| 31   |          | Fayez Tarawneh (1949-2021)          | 20 août 1998      | 4 mars 1999       |

### Pendant le règne deAbdallah II(depuis 1999)
| N°   | Portrait | Nom (Naissance-Mort)             | Début de mandat   | Fin de mandat     |
| ---- | -------- | -------------------------------- | ----------------- | ----------------- |
| 31   |          | Fayez Tarawneh (1949-2021)       | 20 août 1998      | 4 mars 1999       |
| 32   |          | Abdelraouf Rawabdeh (né en 1939) | 4 mars 1999       | 19 juin 2000      |
| 33   |          | Ali Abou Al-Ragheb (né en 1946)  | 19 juin 2000      | 25 octobre 2003   |
| 34   |          | Faisal Al-Fayez (né en 1952)     | 25 octobre 2003   | 6 avril 2005      |
| 35   |          | Adnane Badrane (né en 1935)      | 6 avril 2005      | 27 novembre 2005  |
| 36   |          | Maarouf al-Bakhit (1947-2023)    | 27 novembre 2005  | 25 novembre 2007  |
| 37   |          | Nader Dahabi (né en 1946)        | 25 novembre 2007  | 14 décembre 2009  |
| 38   |          | Samir Rifaï (né en 1966)         | 14 décembre 2009  | 9 février 2011    |
| (36) |          | Maarouf al-Bakhit (1947-2023)    | 9 février 2011    | 24 octobre 2011   |
| 39   |          | Aoun Khassawneh (né en 1950)     | 24 octobre 2011   | 2 mai 2012        |
| (31) |          | Fayez Tarawneh (1949-2021)       | 2 mai 2012        | 11 octobre 2012   |
| 40   |          | Abdullah Ensour (né en 1939)     | 11 octobre 2012   | 1 juin 2016       |
| 41   |          | Hani Moulki (né en 1951)         | 1 juin 2016       | 14 juin 2018      |
| 42   |          | Omar Razzaz (né en 1961)         | 14 juin 2018      | 12 octobre 2020   |
| 43   |          | Bisher Al-Khasawneh (né en 1969) | 12 octobre 2020   | 15 septembre 2024 |
| 44   |          | Jafar Hassan (né en 1968)        | 15 septembre 2024 | en fonction       |

## Différentes observations

### Différends records
Ces records ne prennent pas en compte les mandats par intérim
- Plus grand nombre de mandats: Samir Al-Rifai (6 mandats).
- Mandat le plus long: Tawfik Abu Al-Huda (6 ans et 17 jours).
- Mandat le plus court: Hazza' Majali (6 jours).
- Premier ministre mort le plus jeune: Abdelhamid Sharaf (à 40 ans).
- Premier ministre mort le plus âgé: Abdelsalam Majali (à 97 ans).

### Décès en cours de mandat
- Hazza' Majali, assassiné le 29 aout 1960.
- Wasfi Tall, assassiné le 28 novembre 1971.
- Abdelhamid Sharaf, mort le 3 juillet 1980.